# Kampioenschap van Vlaanderen 1995
Il Kampioenschap van Vlaanderen 1995, ottantesima edizione della corsa, si svolse l'8 settembre 1995 su un percorso di 160 km, con partenza e arrivo a Koolskamp. Fu vinto dal belga Johan Museeuw della Mapei-GB-Latexco davanti ai suoi connazionali Hans de Clercq e Wilfried Peeters.

## Ordine d'arrivo (Top 10)
| Pos. | Corridore        | Squadra                       | Tempo    |
| ---- | ---------------- | ----------------------------- | -------- |
| 1    | Johan Museeuw    | Mapei-GB-Latexco              | 3h54'00" |
| 2    | Hans de Clercq   | Palmans-Ipso                  |          |
| 3    | Wilfried Peeters | Mapei-GB-Latexco              |          |
| 4    | Peter Naessens   | Palmans-Ipso                  |          |
| 5    | Carlo Bomans     | Mapei-GB-Latexco              |          |
| 6    | Peter Spaenhoven | Palmans-Ipso                  |          |
| 7    | Patrick De Wael  | Espace Card-Credibel-S.E.F.B. |          |
| 8    | Tom Desmet       | Collstrop-Lystex              |          |
| 9    | Franky De Buyst  | Vlaanderen 2002-Eddy Merckx   |          |
| 10   | Tom Stremersch   | Vlaanderen 2002-Eddy Merckx   |          |